# لجنة زانغر
انبثقت لجنة زانغر ، المعروفة أيضًا باسم لجنة مصدري المواد النووية ، من المادة الثالثة 2 من معاهدة الحد من انتشار الأسلحة النووية التي دخلت حيز التنفيذ في 5 مارس 1970. بموجب أحكام المادة 3-2، يجب تطبيق ضمانات الوكالة الدولية للطاقة الذرية على الصادرات النووية.
تتعهد كل دولة طرف في المعاهدة بعدم توفير: (أ) مصدر أو مادة انشطارية خاصة، أو (ب) معدات أو مواد مصممة أو معدة خصيصا لمعالجة أو استخدام أو إنتاج مواد انشطارية خاصة، إلى أي مادة غير نووية. الدولة للأغراض السلمية، ما لم يكن المصدر أو المواد الانشطارية الخاصة خاضعة للضمانات التي تتطلبها هذه المادة.

## تاريخ
بين عامي 1971 و 1974، عقدت مجموعة من 15 دولة موردة للمواد النووية سلسلة من الاجتماعات غير الرسمية في فيينا برئاسة البروفيسور كلود زانغر من سويسرا. كان هدف المجموعة هو الوصول إلى فهم مشترك حول: (أ) تعريف «المعدات أو المواد المصممة أو المعدة خصيصًا لمعالجة أو استخدام أو إنتاج مادة انشطارية خاصة؛» و (ب) الشروط والإجراءات التي من شأنها أن تحكم الصادرات من هذه المعدات أو المواد من أجل الوفاء بالتزامات المادة III.2 على أساس المنافسة التجارية العادلة. قررت المجموعة، التي أصبحت تعرف باسم لجنة زانغر ، أنها ستكون غير رسمية وأن قراراتها لن تكون ملزمة قانونًا لأعضائها.
(أ) تحتفظ اللجنة وتقوم بتحديث قائمة المعدات التي لا يجوز تصديرها إلا إذا تم تطبيق الضمانات على المرفق المتلقي (تسمى «قائمة التشغيل» لأن مثل هذه الصادرات تؤدي إلى اشتراط وجود ضمانات)؛ و (ب) يسمح للأعضاء بالتنسيق بشأن قضايا التصدير النووي. إن الطابع غير الرسمي النسبي للجنة زانغر قد مكّنها من تولي زمام القيادة في بعض قضايا منع الانتشار التي سيكون من الصعب حلها في مجموعة موردي المواد النووية. علاوة على ذلك، فإن جمهورية الصين الشعبية عضو في لجنة زانغر.
وناقشت اللجنة في اجتماع أكتوبر / تشرين الأول 2000 نتائج مؤتمر استعراض معاهدة عدم انتشار الأسلحة النووية لعام 2000 (REVCON). ووافقت اللجنة على تشكيل مجموعتين غير رسميتين من «أصدقاء الرئيس» من أجل: 1) النظر في الاستعدادات لمعاهدة عدم انتشار الأسلحة النووية لعام 2005. 2) مواصلة النظر في إمكانية تبني سياسة في المستقبل تتطلب ضمانات كاملة النطاق كشرط لتزويد الدول غير الحائزة للأسلحة النووية. أبلغت الولايات المتحدة عن حالة النظر في الضوابط الإضافية المحتملة على الأميريسيوم والنبتونيوم. واتفق الأعضاء على أن هذه المواد تقع خارج نطاق المادة III.2 من معاهدة عدم انتشار الأسلحة النووية لإدراجها في قائمة الزناد. أبلغت السويد، رئيسة الفريق العامل المعني بالنظر في إضافة معدات تخصيب البلوتونيوم إلى قائمة المشغلات، عن عدم وجود اتفاق حتى الآن. وقدم الرئيس تقريراً عن اجتماع غير رسمي أولي مع موظفي الوكالة الدولية للطاقة الذرية لمناقشة إجراءات إبقاء الوكالة على اطلاع دائم بتغييرات قائمة المشغلات والأساس المنطقي لهذه التغييرات، حيث تستخدم الوكالة قائمة زانغر كوثيقة مرجعية.

## المناصب
الأشخاص المذكورين أدناه قد عملوا كرؤساء للجنة زانغر: 
- 1971-1989: الدكتور كلود زانغر (سويسرا)
- 1989-1993: إيلكا مكيبنتي (فنلندا)
- 1993-2005: فريتز شميدت (النمسا)
- 2006-2010: بافيل كلوكي (جمهورية التشيك)
- 2010-2015: شون كازا (كندا)
- 2015 إلى الوقت الحاضر: لويز فلوغر كاليسن (الدنمارك)

وتعمل بعثة المملكة المتحدة لدى مكتب الأمم المتحدة في فيينا كأمانة للجنة.

## أعضاء
تضم لجنة زانغر 39 دولة عضو: 
- الأرجنتين
- استراليا
- النمسا
- بيلاروسيا
- بلجيكا
- بلغاريا
- كندا
- الصين
- كرواتيا
- التشيك
- الدنمارك
- فنلندا
- فرنسا
- ألمانيا
- اليونان
- هنغاريا
- إيرلندا
- إيطاليا
- اليابان
- كازاخستان
- كوريا الجنوبية
- لوكسمبورغ
- هولندا
- نيوزيلندا
- النرويج
- بولندا
- البرتغال
- رومانيا
- روسيا
- سلوفاكيا
- سلوفينيا
- جنوب إفريقيا
- إسبانيا
- السويد
- سويسرا
- تركيا
- أوكرانيا
- المملكة المتحدة
- الولايات المتحدة

ال المفوضية الأوروبية مراقب دائم.

## روابط خارجية
- الموقع الرسمي للجنة زانغر
- تفاهمات لجنة زانغر